# Vestiar
Das Vestiar oder Vestiarius (abgeleitet vom lateinischen Wort vestis – „Kleider“; bisweilen auch Vesterar oder Vesterarius) ist die Bezeichnung für die Verwaltung der Kleider- und Nähkammer in Klöstern oder auch an Fürstenhöfen. Grundsätzlich ist das Ordensgewand Eigentum des Klosters. Die Zuteilung der Kleidung ist nach der Benediktsregel des Heiligen Benedikt Sache des Abtes. Das Amt, im Vestiarium die Kleidung und Wäsche der gesamten Gemeinschaft herzustellen und instandzuhalten – mit Ausnahme der Altarwäsche, für die der Sakristan zuständig ist –  fällt dem Vestiar zu.
Seit einiger Zeit werden aus Kostengründen Wäsche, Strümpfe und Ähnliches oft nicht mehr im Vestiar/Vestiarium hergestellt, sondern auswärts eingekauft. Auch werden Tuniken, Kukullen und Skapuliere oft nicht mehr von Hand gewebt.